# Begna (rivière)
Pour l’article homonyme, voir Begna.
Begna est une rivière traversant les comtés de Buskerud et d'Oppland, en Norvège. Elle est formée par les rivières Otrøelva et Ylja aux alentours du lac de Vangsmjøse. Un village porte également le nom de Begna.

## Présentation
La rivière Begna prend sa source dans le massif montagneux de Filefjell. Elle passe par les montagnes du Jotunheimen, à travers les lacs de Vangsmjøsi, Slidrefjord, Strondafjorden et Aurdalsfjorden, à partir du Begnadalen jusqu'au Nes, ainsi que par l'Ådal, situé au sud de la municipalité de Hønefoss, dans le comté de Buskerud. Ensuite, la Begna rejoint la Randselva pour aller se jeter dans le lac Tyrifjord, ce qui fait au total une distance de 213 km. 
La Begna monte jusqu'à environ 1 850 mètres d'altitude. Elle alimente un bassin un bassin versant d'une superficie de 4 875 m3, ce qui en fait la première rivière de ce bassin. 
L'écrivain norvégien Mikkjel Fønhus a vécu une grande partie de sa vie et a composé plusieurs de ses nouvelles autour de la rivière Begna.
L'association du Contrôle du bassin versant de la Begna (Foreningen til Bægnavassdragets Regulering) est une association ayant pour but de protéger les intérêts communs des membres en ce qui concerne l'utilisation d'eau du bassin de Begna pour la production d'électricité. La compagnie d'électricité exploite 20 centrales électriques sur la rivière et la rivière Drammen en dessous du Tyrifjord. L'association est responsable de la maintenance et de la réparation des barrages et des centrales électriques le long de la voie navigable de la Begna. Les autres centrales électriques de cette compagnie sont principalement situées dans le Valdres.